# سوپرلیگا آمریکای شمالی ۲۰۰۹
سوپرلیگا آمریکای شمالی ۲۰۰۹ سومین دوره سوپرلیگا آمریکای شمالی بود. چهار تیم برتر لیگ برتر فوتبال فصل ۲۰۰۸ که برای لیگ قهرمانان کونکاکاف واجد شرایط نبودند، و همچنین چهار باشگاه از لیگ برتر مکزیک، جواز حضور را کسب کردند. اونال اولین عنوان خود را پس از شکست دادن شیکاگو فایر با نتیجه ۴–۳ در ضربات پنالتی در فینال به دست آورد.

## تیم‌ها
تیم‌ها براساس عملکرد خود در لیگ‌های آمریکا و مکزیک توسط فدراسیون خود انتخاب شدند.
در ۲۱ نوامبر ۲۰۰۸، ام‌ال‌اس اعلام کرد که برای تورنمنت ۲۰۰۹، چهار تیم برتر جدول رده‌بندی فصل عادی ام‌ال‌اس ۲۰۰۸ که در لیگ قهرمانان کونکاکاف ۱۰–۲۰۰۹ رقابت نمی‌کنند، واجد شرایط سوپرلیگا ۲۰۰۹ خواهند بود. این حکم به این معنی است که دو تیم برتر فصل ۲۰۰۸ ام‌ال‌اس، یعنی کلمبوس کرو و هیوستون دینامو، که قبلاً برای لیگ قهرمانان کونکاکاف ۱۰–۲۰۰۹ راه یافته بودند، واجد شرایط شرکت در سوپرلیگا ۲۰۰۹ نبودند.
در ۱۴ مه ۲۰۰۹، فدراسیون مکزیک اعلام کرد که برای تورنمنت ۲۰۰۹، چهار تیم برتر واجد شرایط از جدول رده‌بندی کل فصل آغازین ۲۰۰۸ و پایانی ۲۰۰۸ که در لیگ قهرمانان کونکاکاف رقابت نمی‌کنند، واجد شرایط سوپرلیگا ۲۰۰۹ خواهند بود. بدین ترتیب، تولوکا و کروز آزول (به ترتیب سوم و چهارم در مجموع مسابقات) که قبلاً برای لیگ قهرمانان کونکاکاف ۱۰–۲۰۰۹ واجد شرایط شده بودند، واجد شرایط شرکت در مسابقات نبودند. اونام (در مجموع ششم) نیز واجد شرایط نبود، در حالی که گوادالاخارا (در مجموع دوم) از شرکت در مسابقات خودداری کرد.
از  لیگ برتر فوتبال
- شیکاگو فایر (رتبه سوم فصل ۲۰۰۸)
- نیوانگلند رولوشن (رتبه چهارم فصل ۲۰۰۸)
- چیواس یواس‌ای (رتبه پنجم فصل ۲۰۰۸)
- کانزاس‌سیتی ویزاردز (رتبه ششم فصل ۲۰۰۸)

از  لیگ برتر مکزیک
- سان لوئیس (رتبه اول مجموع فصل ۲۰۰۸)
- سانتوس لاگونا (رتبه پنجم مجموع فصل ۲۰۰۸)
- تیگرس اونال (رتبه هفتم مجموع فصل ۲۰۰۸)
- اطلس (رتبه هشتم مجموع فصل ۲۰۰۸)

## مرحله گروهی
تیم‌ها به دو گروه ۴ تیمی تقسیم شدند. دو باشگاه از هر لیگ به یک گروه رفتند و دو تیم برتر به نیمه نهایی راه یافتند.

### گروه A
| تیم          | بازی | برد | مساوی | باخت | گل زده | گل خورده | گل تفاضل | امتیاز |
| ------------ | ---- | --- | ----- | ---- | ------ | -------- | -------- | ------ |
| تیگرس اونال  | ۳    | ۲   | ۰     | ۱    | ۵      | ۵        | ۰        | ۶      |
| شیکاگو فایر  | ۳    | ۲   | ۰     | ۱    | ۳      | ۲        | ۱+       | ۶      |
| سان لوئیس    | ۳    | ۱   | ۱     | ۱    | ۴      | ۳        | ۱+       | ۴      |
| چیواس یواس‌ای | ۳    | ۰   | ۱     | ۲    | ۲      | ۴        | ۲−       | ۱      |

| شیکاگو فایر | ۱ – ۰  | سان لوئیس |
| ----------- | ------ | --------- |
| مک‌براید ۵۷' | Report |           |

| چیواس یواس‌ای | ۱ – ۲  | اونال                   |
| ------------ | ------ | ----------------------- |
| لاهود ۵۵'    | Report | پولیدو ۱۱' · دونیاس ۸۲' |

| شیکاگو فایر | ۱ – ۰  | چیواس یواس‌ای |
| ----------- | ------ | ------------ |
| ماپ ۳۵'     | Report |              |

| سان لوئیس                | ۳ – ۱  | اونال      |
| ------------------------ | ------ | ---------- |
| لونا ۵۵' · رییز ۵۶'، ۷۶' | Report | گارسیا ۷۴' |

| شیکاگو فایر    | ۱ – ۲  | اونال           |
| -------------- | ------ | --------------- |
| بلانکو ۸۵' (پ) | Report | پولیدو ۳۷'، ۶۱' |

| چیواس یواس‌ای | ۱ – ۱  | سان لوئیس     |
| ------------ | ------ | ------------- |
| هریس ۸۹'     | Report | مورنو ۵۴' (پ) |

### گروه B
| تیم                | بازی | برد | مساوی | باخت | گل زده | گل خورده | گل تفاضل | امتیاز |
| ------------------ | ---- | --- | ----- | ---- | ------ | -------- | -------- | ------ |
| نیوانگلند رولوشن   | ۳    | ۲   | ۱     | ۰    | ۶      | ۳        | ۳+       | ۷      |
| سانتوس لاگونا      | ۳    | ۱   | ۱     | ۱    | ۵      | ۵        | ۰        | ۴      |
| اطلس               | ۳    | ۰   | ۲     | ۱    | ۰      | ۱        | ۱−       | ۲      |
| کانزاس‌سیتی ویزاردز | ۳    | ۰   | ۲     | ۱    | ۲      | ۴        | ۲−       | ۲      |

| کانزاس‌سیتی ویزاردز | ۰ – ۰  | اطلس |
| ------------------ | ------ | ---- |
|                    | Report |      |

| نیوانگلند رولوشن                                  | ۴ – ۲  | سانتوس لاگونا            |
| ------------------------------------------------- | ------ | ------------------------ |
| لارنتوویتس ۳۸' · مانسالی ۶۰' · هیپس ۶۳' · دوب ۸۲' | Report | ووئوسو ۵۱' · رودریگز ۵۵' |

| نیوانگلند رولوشن | ۱ – ۱  | کانزاس‌سیتی ویزاردز |
| ---------------- | ------ | ------------------ |
| دوب ۴۵+۱'        | Report | بارنز ۸۵' (گ.خ.)   |

| سانتوس لاگونا | ۰ – ۰  | اطلس |
| ------------- | ------ | ---- |
|               | Report |      |

| نیوانگلند رولوشن | ۱ – ۰  | اطلس |
| ---------------- | ------ | ---- |
| مانسالی ۳۲'      | Report |      |

| کانزاس‌سیتی ویزاردز | ۱ – ۳  | سانتوس لاگونا                        |
| ------------------ | ------ | ------------------------------------ |
| لوپز ۸۰'           | Report | هررا ۶۱' · ووئوسو ۷۴' · رودریگز ۹۰+' |

## مرحله حذفی

### نمودار
|  | نیمه نهایی         | نیمه نهایی |                   |       | فینال | فینال |
|  |                    |            |                   |       |       |       |
|  | ۱۵ ژوئیه – فاکسبرو |            |                   |       |       |       |
|  |                    |            |                   |       |       |       |
|  | نیوانگلند رولوشن   | ۱          |                   |       |       |       |
|  | نیوانگلند رولوشن   | ۱          | ۵ اوت – بریج ویوو |       |       |       |
|  | شیکاگو فایر        | ۲          |                   |       |       |       |
|  | شیکاگو فایر        | ۲          | شیکاگو فایر       | ۱ (۳) |       |       |
|  | ۱۵ ژوئیه – فاکسبرو |            | شیکاگو فایر       | ۱ (۳) |       |       |
|  |                    | اونال (پ)  | ۱ (۴)             |       |       |       |
|  | اونال              | اونال (پ)  | ۱ (۴)             | ۳     |       |       |
|  | اونال              |            |                   | ۳     |       |       |
|  | سانتوس لاگونا      | ۲          |                   |       |       |       |
|  | سانتوس لاگونا      | ۲          |                   |       |       |       |

### نیمه نهایی
| نیوانگلند رولوشن | ۱ – ۲  | شیکاگو فایر              |
| ---------------- | ------ | ------------------------ |
| یانکاوسکاس ۴۴'   | Report | مک‌براید ۳۴' · بلانکو ۶۳' |

| اونال                                | ۳ – ۲  | سانتوس لاگونا            |
| ------------------------------------ | ------ | ------------------------ |
| مولینا ۳' · فانسکو ۱۹' · باتیستا ۸۳' | Report | کویینترو ۲۷' · تورس ۹۱+' |

### فینال
| شیکاگو فایر                        | ۱ – ۱  | اونال                                        |
| ---------------------------------- | ------ | -------------------------------------------- |
| نیارکو ۱۰'                         | Report | باتیستا ۴۳'                                  |
| ضربات پنالتی                       |        |                                              |
| بلانکو · بنر · رالف · ماپ · وولارد | ۳ – ۴  | فرناندز · وینیگرا · ایالا · پولیدو · باتیستا |

| قهرمان سوپرلیگا ۲۰۰۹ |
| -------------------- |
| اونال اولین قهرمانی  |